# Cygnus NG-14
Cygnus NG-14 (lat. „labuť“) byl let americké nákladní kosmické lodi řady Cygnus (Enhanced). Společnost Northrop Grumman loď vyrobila a vypustila podle smlouvy s agenturou NASA v rámci programu Commercial Resupply Services, jehož účelem je zásobování Mezinárodní vesmírné stanice (ISS). Loď odstartovala do vesmíru 3. října 2020, na ISS dovezla 3,5 tuny nákladu a zanikla 26. ledna 2021.

## Loď Cygnus

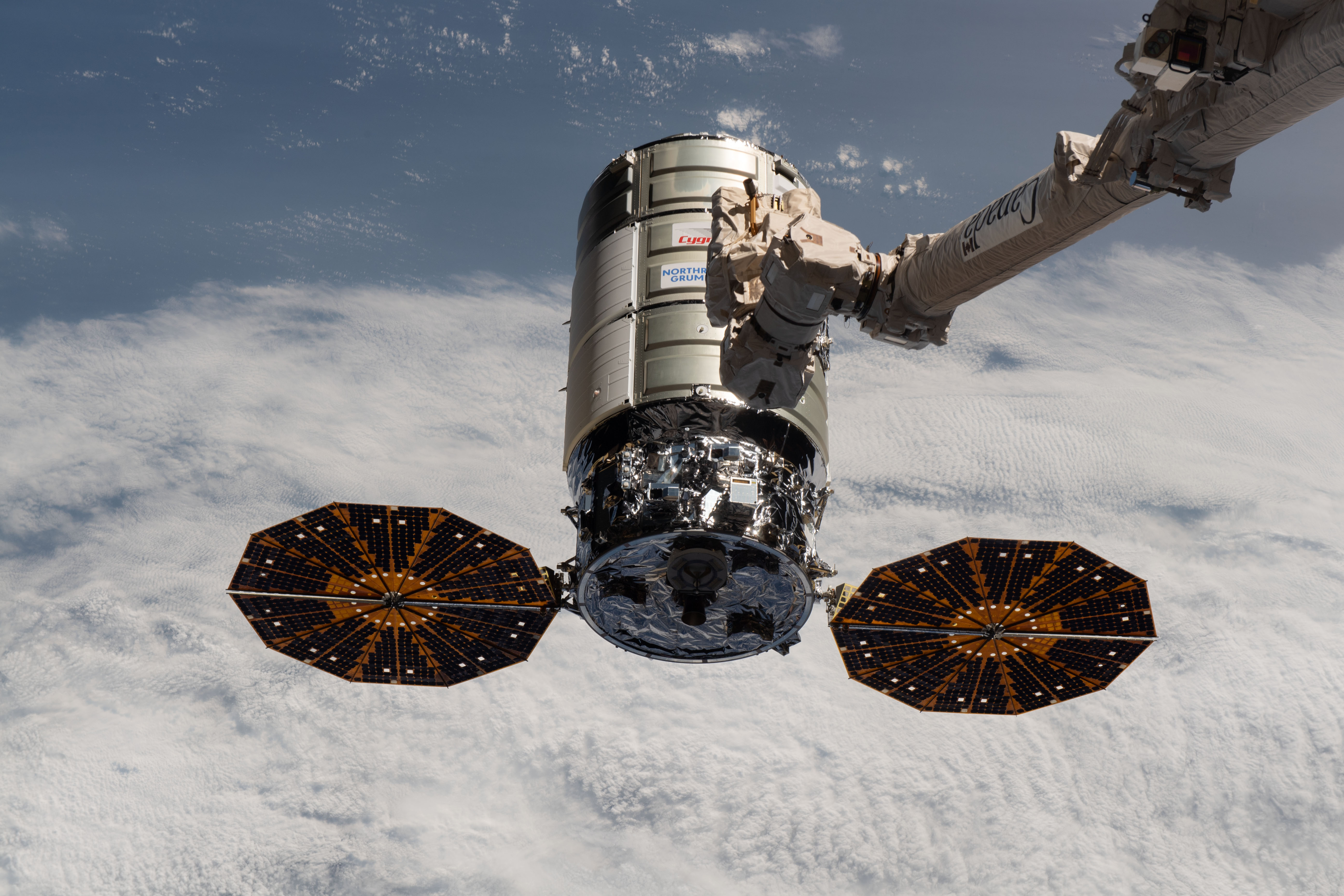
NG-14 při přibližovacím manévru.

Pro lety s nákladem k ISS jsou od roku 2015 využívány lodi Cygnus s označením Enhanced (vylepšené). Jejich délka dosahuje 6,39 metru a vnější průměr 3,07 metru. Hermetizovaný modul o objemu 27 m3 pojme až 3 700 kg nákladu.
Na spodku lodi (ve směru letu při startu) jsou umístěny dva solární panely vyrobené  technologií Ultraflex, které se po startu rozevřou jako vějíř.
Na horní části je umístěn kotvicí mechanismus CBM (Common Berthing Mechanism) pro hermetické připojení k stanici a umožnění přístupu její posádky do vnitřku lodi. Lodi Cygnus se k ISS nepřipojují automaticky jako lodi Progress, Dragon 2 a dříve také ATV, ale pomocí robotické ruky Canadarm2. Cygnus se ke stanici přiblíží na zhruba 10 metrů, posádka ho zevnitř stanice pomocí robotické ruky zachytí, domanévruje ke spojovacímu portu a připojí.

## Náklad
Loď vynesla ke stanici náklad o hmotnosti 3 551 kilogramů, v době startu druhý nejvyšší za celou historii programu Cygnus. 
V lodi bylo uloženo 850 kg zásob pro posádku, 1 217 vybavení a vzorků pro vědecké výzkumy, 151 kg vybavení pro výstup do vesmíru, 71 kg počítačového hardwaru a 1 230 kg technických zařízení pro provoz stanice, včetně tří cubesatů určených k vypuštění ze stanice a dvou nádrží s dusíkem v reakci na nedávno zaznamenané zvýšení úniku vzduchu. Na ISS v Cygnusu zamířila také nová toaleta vyvinutá pro lety kosmickou lodí Orion k Měsíci, která dále automatizovala nakládání s odpadem a jeho skladování a díky automatizovanému vyprazdňování záložního úložiště umožnila současné používání obou toalet na vesmírné stanici. Dovezen byl také nouzový zdroj vzduchu schopný podporovat až pět členů posádky po dobu až jedné hodiny při úniku čpavku. Celkem 32 kg nákladu bylo umístěno mimo hermetizovanou sekci.
Vědecké vybavení se týkalo např. experimentů z oblasti hledání léků léčbě leukémie a dalších druhů rakoviny, optimalizace růstu rostlin pro výživu astronautů v mikrogravitaci nebo možností elektrochemického odstraňování amoniaku pro získávání vody při dlouhodobých vesmírných. Novinkou byl komerční marketingový projekt pro kosmetickou společnost Estée Lauder, která poslala na ISS 10 lahviček svého séra Advanced Night Repair k pořízení fotografií na pozadí Země a pozdějšímu vydražení lahviček z ISS a věnování výtěžku na charitativní účely.

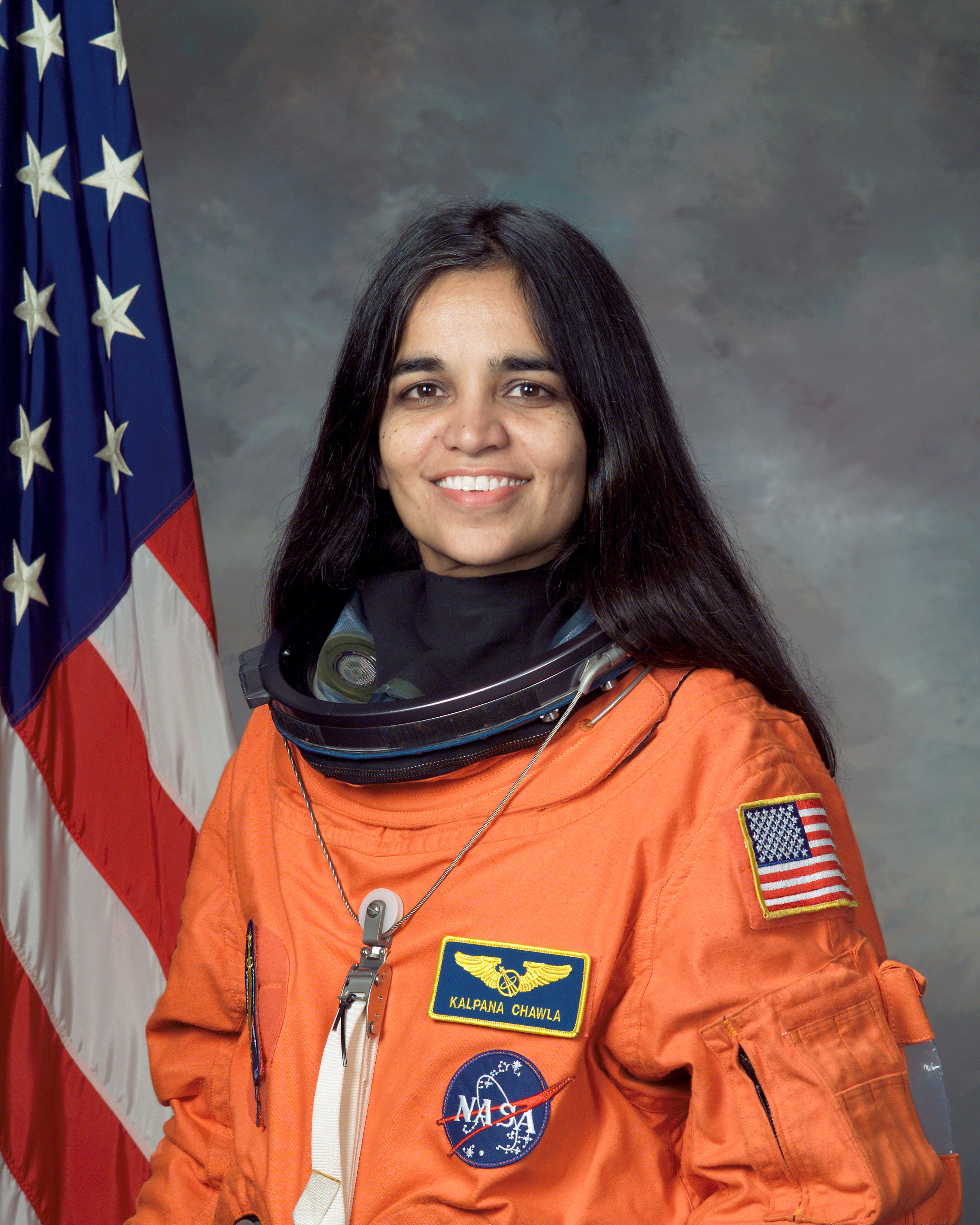
Kalpana Chawlaová

## Čestné pojmenování – Kalpana Chawlaová
Stejně jako předchozí lodi Cygnus, také NG-14 byla před startem pojmenována jménem některé z osobností, které v minulosti významně přispěly k rozvoji kosmonautiky. Kalpana Chawlaová byla první žena indického původu, která se vydala do vesmíru. V letech 1997 a 2003 absolvovala dva lety v programu Space Shuttle, shodou okolností oba v raketoplánu Columbia. Na konci druhého letu zahynula spolu s ostatními členy posádky v důsledku rozpadu Columbie během přistání.

## Průběh mise
Loď Cygnus NG-14, která byla vypuštěna 3. října 2020 v 01:16:14 UTC, nesla jméno   Loď po příletu k ISS zachytil pomocí robotické ruky Canadarm2 astronaut Chritophers Cassidy 5. října 2020 9:32 UTC, k ukotvení ke stanici pak došlo v 12:01 UTC.
Poté, co byla 6. ledna 2021 ve 12:25 UTC odpojena od stanice a v 15:11 UTC uvolněna ze zachycení robotickou rukou Canadarm2, se loď Kalpana Chawla vzdálila od ISS a po dalších 20 dní plnila druhou část své mise, spočívající v testování telekomunikačního zařízení SharkSat společnosti Northrop Grumman a v pátém ze série experimentů Saffire, které se týkají šíření požárů v rozmezí tlaků a koncentrací kyslíku očekávaných v budoucích průzkumných kosmických lodích, včetně jejich detekce a monitorování produktů. Po dokončení programu loď provedla řízený vstup do atmosféry a 26. ledna 2021 v 20:23 UTC zanikla.